# Blythewood
Blythewood is een plaats (town) in de Amerikaanse staat South Carolina, en valt bestuurlijk gezien onder Fairfield County en Richland County.

## Demografie
Bij de volkstelling in 2000 werd het aantal inwoners vastgesteld op 170.
In 2006 is het aantal inwoners door het United States Census Bureau geschat op 1208, een stijging van 1038 (610,6%).

## Geografie
Volgens het United States Census Bureau beslaat de plaats een oppervlakte van
8,4 km², waarvan 8,2 km² land en 0,2 km² water. Blythewood ligt op ongeveer 152 m boven zeeniveau.

## Plaatsen in de nabije omgeving
De onderstaande figuur toont nabijgelegen plaatsen in een straal van 20 km rond Blythewood.